# Darío Brizuela
Darío Brizuela Arrieta (San Sebastián, 8 novembre 1994) è un cestista spagnolo di origine basca.

## Statistiche

### Eurolega
| Anno      | Squadra    | PG | PT | MP   | TC%  | 3P%  | TL%  | RP  | AP  | PRP | SP  | PP   |
| --------- | ---------- | -- | -- | ---- | ---- | ---- | ---- | --- | --- | --- | --- | ---- |
| 2023-2024 | Barcellona | 32 | 7  | 13,8 | 42,1 | 32,0 | 72,7 | 1,0 | 1,6 | 0,3 | 0,1 | 5,7  |
| 2024-2025 | Barcellona | 36 | 0  | 18,3 | 49,4 | 46,0 | 79,6 | 1,4 | 2,2 | 0,4 | 0,1 | 10,0 |
| Carriera  | Carriera   | 68 | 7  | 16,2 | 46,5 | 41,1 | 78,3 | 1,2 | 1,9 | 0,3 | 0,1 | 8,0  |

### Eurocup
| Anno      | Squadra  | PG | PT | MP   | TC%  | 3P%  | TL%  | RP  | AP  | PRP | SP  | PP   |
| --------- | -------- | -- | -- | ---- | ---- | ---- | ---- | --- | --- | --- | --- | ---- |
| 2019-2020 | Málaga   | 7  | 2  | 22,6 | 38,6 | 29,7 | 87,5 | 1,0 | 2,3 | 0,9 | 0,0 | 12,3 |
| 2020-2021 | Málaga   | 14 | 2  | 22,7 | 49,3 | 34,4 | 82,6 | 2,0 | 3,2 | 0,7 | 0,1 | 12,9 |
| Carriera  | Carriera | 21 | 4  | 22,6 | 45,8 | 32,7 | 85,1 | 1,7 | 2,9 | 0,8 | 0,1 | 12,7 |

## Palmarès

### Squadra
- Copa del Rey: 1

Málaga: 2023
- Liga catalana: 2

Barcellona: 2023, 2024

### Individuale
- Basketball Champions League Star Lineup: 1

Málaga: 2022-2023